# 余淼杰
余淼杰（1976年6月—），生于中国广东潮州，中国经济学家，辽宁大学校长，国际经济学会会士，《经济学期刊》（Economic Journal）副主编。

## 生平
1976年6月，余淼杰生于广东省饶平县，中学就读于饶平二中。余淼杰本科就读于中山大学管理学院国际会计专业并于1997年于获得经济学学士学位，硕士就读于北京大学经济学院并于2000年获经济学硕士学位。
余淼杰博士就读于戴维斯加利福尼亚大学，师从Robert Feenstra，于2005年获经济学博士学位，毕业后留校任讲师。其后，余淼杰相继就职于香港大学经济及金融学院、北京大学国家发展研究院、中国经济研究中心，并于2018年出任北京大学国家发展研究院党委书记。2022年，余淼杰出任辽宁大学校长。

## 著作
余的著作有《加工贸易与企业生产率》、《China's Miracle in Foreign Trade》、《构建中国全面开放新格局：理论、实证与政策研究》、《解读中国经济高质量发展》等。